# Patryk Fryc
Patryk Fryc (ur. 24 lutego 1993 w Krośnie) – polski piłkarz, trener. 

## Kariera
Były zawodnik m.in. Stali Mielec, Wisły Kraków, Termaliki Bruk Bet Nieciecza czy Olimpii Grudziądz. W przeszłości także prezes, trener i zawodnik w klubie Kotwica Korczyna.
W 2016 odznaczony brązową odznaką „Zasłużony dla podkarpackiego związku piłki nożnej”.
W styczniu 2023 został grającym trenerem Wiki Sanok. Kilka miesięcy później awansował z tą drużyną do klasy okręgowej. Po sezonie 2023/2024 odszedł z klubu.
W połowie 2024 został zawodnikiem Partyzanta Targowiska.